# Довгоочікуване кохання
«Довгоочікуване кохання» — фільм 2008 року.

## Зміст
Євгенії Василівні за 50, вона прекрасно виглядає і займається бальними танцями. У неї є прихильники і донька з онукою. У внучки теж кавалерів хоч відбавляй, вона приваблива студентка. А ось у доньки в особистому житті вже давно все тихо. Та й вона зустрічає прекрасного чоловіка у той час, коли її мама намагається лавірувати між своїми женихами. Історія про те, як жінки у будь-якому віці знаходять своє щастя.